# 李六條
李六條，是中華民國總統李登輝在1995年4月8日針對中共中央總書記江澤民提出《江八點》而作出的正式回應，在回應中提出六項重點，因此被稱為李六條。

## 內容
1995年1月30日时任中国共产党中央委员会总书记的江泽民發表《为促进祖国统一大业的完成而继续奋斗》的讲话，針對推動與台灣的和平統一提出了八個要點，這個談話常被稱為江八点。
4月8日，時任中華民國總統李登輝在國家統一委員會上發表談話回應江澤民，其內容被歸結為六項重點，稱為李六條：
|  | 1. 在海峽兩岸分裂分治的現實上追求中國統一。 2. 以中華文化為基礎，加強兩岸交流。 3. 增進兩岸經貿往來，發展互利互補關係。 4. 兩岸平等參與國際組織，雙方領導人藉此自然見面。 5. 兩岸均應堅持以和平方式解決一切爭端。炎黃子孫先互示真誠，不再骨肉相殘。 6. 兩岸共同維護港澳繁榮，促進港澳民主。 |